# Озёрный (Башкортостан)
Озёрный (баш. Яңы Оҙонгүл) — село в Учалинском районе Башкортостана России. Входит в состав Миндякского сельсовета.

## География
Село находится у озера Узункуль.

## Географическое положение
Расстояние до:
- районного центра (Учалы): 75 км,
- ближайшей железнодорожной станции (Урал-Тау): 27 км.

## История
До 19 ноября 2008 года село являлось административным центром упразднённого Озёрного сельсовета.

## Население
| 2002 | 2009 | 2010 |
| ---- | ---- | ---- |
| 429  | ↗438 | ↘404 |